# قرار مجلس الأمن التابع للأمم المتحدة رقم 717
قرار مجلس الأمن التابع للأمم المتحدة رقم 717، الذي تم تبنيه بالإجماع في 16 أكتوبر 1991، بعد اللإشارة إلى تقرير الأمين العام خافيير بيريز دي كوييار وإعادة تأكيد القرار 668 (1990)، قرر المجلس إنشاء بعثة الأمم المتحدة المتقدمة في كمبوديا فور توقيع اتفاقيات التسوية السياسية في كمبوديا.
وستتألف البعثة من نشر 1504 فرد لمساعدة الأطراف الكمبودية على الحفاظ على وقف إطلاق النار حتى نشر سلطة الأمم المتحدة الانتقالية في كمبوديا . ودعا القرار إلى تعاون المجلس الوطني الأعلى لكمبوديا وجميع الأطراف مع البعثة فيما يتعلق بتنفيذ الاتفاقات في التسوية السياسية، ورحب بقرار الرئيس المشارك لمؤتمر باريس بعقده في وقت مبكر من أجل توقيع الاتفاقيات.
وأخيراً، طلب القرار من الأمين العام أن يقدم تقريراً عن تطورات الوضع بحلول 15 تشرين الثاني / نوفمبر 1991.

## روابط خارجية
- نص القرار في undocs.org